# Cyclone (DC Comics)
Cyclone (Maxine Hunkel) es una superheroína que aparece en los cómics estadounidenses publicados por DC Comics. Ella es la nieta del Tornado Rojo original, la sobrina de los Cyclone Kids y miembro de la Sociedad de la Justicia de América. Cyclone fue creada por Mark Waid, Alex Ross, Geoff Johns y Dale Eaglesham.
Cyclone hizo su debut cinematográfico en Black Adam de 2022 ambientado en DC Extended Universe, interpretada por Quintessa Swindell.

## Historia sobre la publicación
Aunque nunca fue mencionado como tal en su momento, este personaje que con el tiempo sería conocida como Maxine Hunkel, apareció por primera vez (como la nueva Tornado Rojo) en Kingdom Come #2 (1996) publicado por Mark Waid y Alex Ross.
Una década más tarde, antes de la reactivación del cómic de la Sociedad de la Justicia de América, el escritor Geoff Johns creó a Maxine Hunkel, una heroína que seguiría el legado de abuela, la Tornado Rojo original. Recordando que originalmente fue diseñada para la historieta conocida como Kingdom Come, el artista de portadas Alex Ross se basó en el diseño de Maxine en el personaje original, de manera retroactiva, siendo a la vez la misma.
Según Geoff Johns explica a Newsarama.com:

"Se me ocurrió tomar el personaje y el concepto [de Maxine]. Cuando le dije a Alex, me habló de que este personaje, que había hecho para Kingdom Come, hablamos que Maxine sería la versión "joven" del personaje."
Geoff Johns a Newsarama.com

Maxine hizo su debut en el Universo DC con la Sociedad de la Justicia de América Vol.3 #1 (diciembre de 2006).

## Biografía del personaje
De acuerdo a la editorial DC Comics, Maxine Hunkel es la nieta de la Tornado Rojo original, Abigail "Ma" Hunkel, heroína y miembro honorario de la Sociedad de la Justicia y cuidadora del museo del equipo. Maxine creció idolatrando a los aliados de su abuela durante su estancia con la JSA.
Cuando tenía 6 años de edad, Maxine fue secuestrada una vez por el profesor T. O. Morrow, el científico loco que creó al segundo Tornado Rojo, el famoso y poderoso androide de la Liga de la Justicia. Morrow infectó a Maxine con unos "nanobytes", que le causaron una mutación en sus células y que le otorgaron sus poderes más tarde.
Alegre, burbujeante, y extremadamente inteligente (con un promedio de 4.0 sobre 5.0 y una puntuación de 1300 SAT en la escuela secundaria), Maxine es una estudiante de 19 años de edad, que llegó a la Universidad de Harvard, y una ávida fanática de las obras de L. Frank Baum, en particular, las novelas del El mago de Oz y las obras ligadas a la serie de novelas, como el musical "Wicked". Sin embargo, su naturaleza habladora, se le dio el apelativo de ser "la sabelotodo", una personalidad que a menudo se aliena con sus compañeros de universidad y que hace que quede aislada como chica. Este estado marginal la lleva a sufrir una atípica depresión juvenil.
Al llegar a la edad adulta, ella comenzó a manifestar sus habilidades sobrehumanas de manera inusual. Un estornudo accidental, destruyó el garaje de su abuela y, al día siguiente, se despertó dentro de un tornado, encontrándose a quinientos pies de altura sobre la tierra. La joven pronto se da cuenta de que tiene el poder de manipular el viento.
Cuando la Sociedad de la Justicia decide ampliar sus filas y proporcionar formación para los nuevos héroes, Maxine es una de las primeras candidatas en la lista. Es invitada a formar parte del equipo con Power Girl y Mr. Terrific, ella acepta inmediatamente, lo que le da una cantidad extrema de emoción (su respuesta por poco casi les lleva a revocar la oferta). Poco después, ella aparece ante el resto de la JSA y su personalidad como fanática ansiosa se hace evidente, por lo que su reacción burbujeante por cumplir con la relación con sus héroes, muestra su faceta de sabelotodo, en particular con su compañera adolescente Stargirl. Durante la primera reunión del equipo, el titular actual del manto del héroe conocido como Mister América, cae literalmente en medio de ella y fallece. Como consecuencia de esto, le causa una trauma, y una manera para ayudarla a tratar su problema emocional, su compañera Stargirl la distrae con la construcción de un traje de superhéroe.
Maxine debuta oficialmente como Cyclone en las páginas de la "Sociedad de la Justicia de América" Vol.3 #3, en honor a la Tornado Rojo original y sus antiguos compañeros, Los chicos Cyclone (los tíos de Maxine, Amelia "Sisty" Hunkel y Mortimer "Dinky" Jibbet). Durante ese tiempo, ella también obtiene como mascota a un mono llamado "Frankie", con quien lo viste de gala para parecerse a uno de los monos alados del mago de Oz (que también lleva un sombrero puntiagudo verde de vez en cuando, haciendo que se asemeje tanto a la Hechicera (que llevaba un sombrero idéntico) y a la bruja Mala del Oeste). Ella se enamora temporalmente de su compañero de equipo y ex-titán Damage cuando este se hace increíblemente apuesto de manera temporal, y poco a poco empieza a madurar y ser menos sabelotodo.
Maxine es vista siendo miembro de un grupo de superhéroes reclutado por Alan Scott para defender los diversos intereses terrestres de las fuerzas conquistadoras de Darkseid.
Después de que la JSA sufriera un ataque masivo por varios supervillanos, el equipo se divide en dos. Cyclone se une a la recientemente formada JSA All-Stars, poco después se encuentra a sí misma sintiéndose atraída por su compañero de equipo Rey Quimera.
En la secuela de "Watchmen", "Doomsday Clock", Cyclone regresa junto con muchos otros superhéroes al Universo DC cuando el Doctor Manhattan, inspirado en Superman, deshace los cambios que hizo en la línea de tiempo que borró la Sociedad de la Justicia de América y la Legión de Super-Héroes.

## Poderes y habilidades
Maxine posee el poder para manipular el viento. Ella es capaz de convocar mentalmente ciclones y torbellinos, poderosas y potentes ráfagas de aire, y volar a través del aire con el que puede tomar el control de ellos y literalmente volar sobre las corrientes de viento.
Recientemente, Maxine ha dado a conocer que ella puede controlar corrientes de sonido, así como la recolección y envío de ondas sonoras.

## Otras versiones
- Antes de su debut en la corriente principal, Cyclone apareció en Kingdom Come como un aliado de Superman. Ella originalmente luchó contra la Liga de la Justicia de Superman después de su regreso hasta que decidió ponerse del lado de él. Cyclone acompaña a la Liga de la Justicia al Gulag para hacer frente a la revuelta de los prisioneros. Cuando el Capitán Marvel, bajo el control de Lex Luthor, llega al Gulag y lo explota, los prisioneros son liberados mientras atacan a la Liga de la Justicia.[9]
- Una versión de una realidad alterna Cyclone aparece en la maxiserie limitada Trinidad, como miembro de un equipo de héroes denominado la Sociedad de la Justicia Internacional, donde el tiempo fue alterado. Ella muere en esa línea de tiempo cuando es arrojada al suelo mientras utilizaba uno de sus ciclones.[1]

## Otros Medios
Universo Extendido de DC
Cyclone apareció en la película de Black Adam protagonizada por Dwayne Johnson, junto a Hawkman, Doctor Fate y Atom Smasher. Fue interpretada por la actriz Quintessa Swindell. Es reclutada por Carter Hall y fue con el equipo a la nación de Kahndaq para detener a Teth-Adam, sin embargo, al ser demasiado fuerte, el equipo finalmente decidió hacer una tregua con Adam para derrotar a Intergang y rescatar al hijo de Adrianna Tomaz, Amón. Durante el transcurso del viaje, Maxine y Albert Rothstein comenzaron a tener sentimientos románticos el uno por el otro. Finalmente, cuando Ishmael Gregor liberó a las Legiones del Infierno y convirtiéndose en el demonio Sabbac, Hunkel y Rothstein ayudaron a los civiles mientras Adam y Hall luchaban, honrando el legado de Kent Nelson. Después de la batalla, Hunkel regresó al cuartel general con su equipo.